# 박성훈 (1967년)
박성훈(1967년 1월 23일 ~ )은 전 KBO 리그 야구 선수의 내야수이다.

## 출신학교
- 1982년 ~ 1987년 : 부산고등학교
- 1987년 ~ 1991년 : 경성대학교 (1985학번)